# Holgate Shoal
Holgate Shoal är ett grund i Sydgeorgien och Sydsandwichöarna (Storbritannien). Det ligger utanför Sydgeorgien. Det finns inga samhällen i närheten. 